# 'Asim ibn 'Amr
ʿĀṣim ibn ʿAmr al-Tamīmī (in arabo ﻋﺎﺻﻢ ﺑﻦ ﻋﻤﺮﻭ ﺍﻟﺘﻤﻴﻤﻲ‎?; fl. VII secolo) è stato un condottiero arabo, importante componente della tribù araba dei Banū Tamīm e un comandante militare dell'esercito dei Rashidun, nel corso dei califfati di Abū Bakr e di ʿUmar b. al-Khaṭṭāb.
Svolse un importante ruolo nel corso delle operazioni legate alla conquista islamica della Persia, accompagnando suo fratello al-Qaʿqaʿ b. ʿAmr al-Tamīmī e il suo contribulo Zuhra b. al-Ḥawiyya al-Tamīmī.